# Piper caliendriferum
Piper caliendriferum är en pepparväxtart som beskrevs av William Trelease. Piper caliendriferum ingår i släktet Piper och familjen pepparväxter. Inga underarter finns listade i Catalogue of Life.